# Hajime Tsutsui
 (février 2011).
Si vous disposez d'ouvrages ou d'articles de référence ou si vous connaissez des sites web de qualité traitant du thème abordé ici, merci de compléter l'article en donnant les références utiles à sa vérifiabilité et en les liant à la section « Notes et références ».
Hajime Tsutsui (筒井 はじめ, Tsutsui Hajime) est un artiste-peintre, photographe et styliste japonais, né le 7 décembre 1970 à Katsushika, Tōkyō.

## Réalisations
- Hajime utilisé platine comme colorant pour Kimono pour Taichi Saotome(早乙女太一). Parrainés par les entreprises mettre 40 millions de yens (483,480 dollars US) d'assurance sur ce Kimono. Ce fait un disque comme le Kimono le plus cher au monde.
- NASCAR Indy 500 - 2009 conception de la voiture de course: "Yokoso! Japon "projet qui fait partie de l'Office National du Tourisme Japonais Organisation" Visitez le Japon "campagne.
- HYOZAEMON co ltd: Une société de baguettes traditionnelles, établies cent années - Hajime a ses noms de ligne de design "TSUTSUIHAJIME × HYOZAEMON". Hajime stabilito esclusiva linea di bacchette chiamata "TSUTSUIHAJIME × HYOZAEMON" e bacchette progettato. Hajime di bacchette attirato attenzioni di massa, e creare un fenomeno chiamato "My Hashi boom (Hashi significa bacchette in giapponese) " nell'industria giapponese.
- All Nippon Airways (ANA) Co Ltd: Hajime conçu baguettes spéciales utilisées dans leurs plans.
- Fujibo Holdings Inc: Hajime conçu articles qui se vendent dans la ligne nommée 『TSUTSUI HAJIME × L'HOMOS』
- Platinum Pen co ltd: instruments d'écriture de fabrication depuis 1919 - avait produit corroboration. Président de Platinum Pen doué fontaine très spécial "platine plutinum" à Hajime.
- Yahoo! Japan: image de fond conçus de YahooSNS.
- Kyoko Inukai(狗飼恭子, Auteur): Hajime apparaît comme un personnage dans son livre intitulé “Teionyakedo(低温火傷)” (3 séries de livres, publié 2002).
- “2 banme no kanojyo(2番目の彼女)(deuxième petite amie) ” (Directeur Omori Mika(大森美香), 2004) est apparu
- Taichi Saotome: livre d'images publié de Taichi Saotome intitulé “13-15” (Wanibooks co.ltd; 2008). Hajime utilisé le nom de "Cameracamen" pour ce livre photo.
- "KIMITOMO-mondo is votre": Hajime a publié son livre" KIMITOMO "en 2010. vente d'un millier d'exemplaires au cours du premier mois suivant la date de délivrance. "KIMITOMO" signifie que c'est votre ami.
- Exposition d'art Setagaya Museum Award 2000

## Prix et récompenses
- Japon Post Holdings Co., Ltd: DM Vainqueur 20e Grand Prix de 2006
- Japon Prix des Arts de Grand Holbein 2001